# Controlabilidad
Controlabilidad es una propiedad importante de un sistema de control, y juega un papel crucial en muchos problemas de control, como la estabilización de sistemas inestables, o el control óptimo.
Controlabilidad y observabilidad son aspectos duales de un mismo problema.
A grandes rasgos, el concepto de controlabilidad es la habilidad de mover un sistema en toda su configuración de espacios usando solamente cierta manipulaciones admisibles. La definición exacta varía ligeramente dentro del marco de trabajo o los tipos de modelos aplicados.
A continuación algunos ejemplos de variaciones de la notación de controlabilidad que han sido introducida en la literatura de sistemas de control:
- Controlabilidad de estado
- Controlabilidad de salida
- Controlabilidad en el comportamiento del marco de trabajo

## Controlabilidad de estado
El estado de un sistema, el cual es el conjunto de valores de las variables del sistema, describe completamente el sistema en cualquier momento dado. Es decir, ninguna información del pasado de un sistema ayudará a predecir el futuro, si los estados en el presente son conocidos.
Por lo tanto, la controlabilidad de estado significa usualmente que es posible, por entradas admisibles, cambiar los estados de cualquier valor inicial a cualquier otro valor final dentro de un intervalo de tiempo.
Cabe destacar que controlabilidad no significa que una vez alcanzado un estado es posible mantenerlo ahí, sino solamente que puede alcanzarse ese estado.

## Sistemas lineales e invariantes en el tiempo
Consideremos el sistema lineal e invariante en el tiempo
{\displaystyle {\dot {\mathbf {x} }}(t)=\mathbf {Ax} (t)+\mathbf {Bu} (t)}
{\displaystyle \mathbf {y} (t)=\mathbf {Cx} (t)+\mathbf {Du} (t)}
donde
{\displaystyle \mathbf {x} } es el vector de estado,
{\displaystyle \mathbf {y} } es el vector de salida,
{\displaystyle \mathbf {u} } es el vector de entrada (o de control),
{\displaystyle \mathbf {A} } es la matriz de estados,
{\displaystyle \mathbf {B} } es la matriz de entrada,
{\displaystyle \mathbf {C} } es la matriz de salida,
{\displaystyle \mathbf {D} } es la matriz de trasmisión directa.
La matriz de controlabilidad está dada por
{\displaystyle R={\begin{bmatrix}B&AB&A^{2}B&...&A^{n-1}B\end{bmatrix}}}
El sistema es controlable si la matriz de controlabilidad tiene un rango máximo.